# Наби-Самуэль
Наби-Самуэль (также ан-Наби-Самуил, Наби-Самвил; араб. النبي صموئيل‎ , «пророк Самуил») — палестинская деревня в мухафазе Кудс Государства Палестина, расположенная на Западном берегу реки Иордан (зона C), в четырёх километрах к северу от Иерусалима. Деревня построена вокруг мечети Наби-Самвил, под которой, как считается, находится гробница Самуила. Палестинское население деревни было переселено израильскими властями ниже по холму. В 2017 году в деревне проживало 234 человека.
C византийского периода считалось, что здесь находится могила пророка Самуила. В VI веке на этом месте был построен монастырь, в раннеарабский период это место было известно как Дир Самвил (монастырь Самуила). В XII веке, в период крестоносцев, на этом месте была построена крепость. В XIV веке, в период мамлюков, на руинах крепости крестоносцев была построена мечеть. Предполагаемая гробница находится в подземном помещении мечети, которая после 1967 года была перепрофилирована в синагогу.

## География
Наби-Самвил расположен на вершине горы, на высоте 890 метров над уровнем моря, в Барьерной зоне, в четырёх километрах к северу от иерусалимского района Шуафат и к юго-западу от Рамаллы. Соседние населенные пункты: Бейт-Икса на юге, Аль-Джиб на севере, Бейт-Ханина на востоке и Бидду на западе.
В собственности деревни были 1592 дунама, из которых 5 дунамов были застроены.

## Могила Самуила
С VI века это место считается местом захоронения пророка Самуила. Тем не менее, согласно еврейской Библии, пророк был похоронен в своем родном городе Раме (1Цар. 25:1, 28:3), который расположен недалеко от Гебы (идентифицируется как возможный город Мицпа Вениамина). Иуда Маккавей, готовясь к войне с сирийцами, собрал своих людей «в Масифе (Мицпа), против Иерусалима, ибо в Масифе было прежде место молитвы Израиля».
Еврейский путешественник XII века Вениамин Тудельский посетил это место в 1173 году. Согласно Тудельскому, христианские крестоносцы нашли кости Самуила «недалеко от еврейской синагоги» в Рамле (которую он ошибочно принял за библейскую Раму) и перезахоронили их в Наби-Самвил, построив над ними большую церковь.

## История: храм и деревня

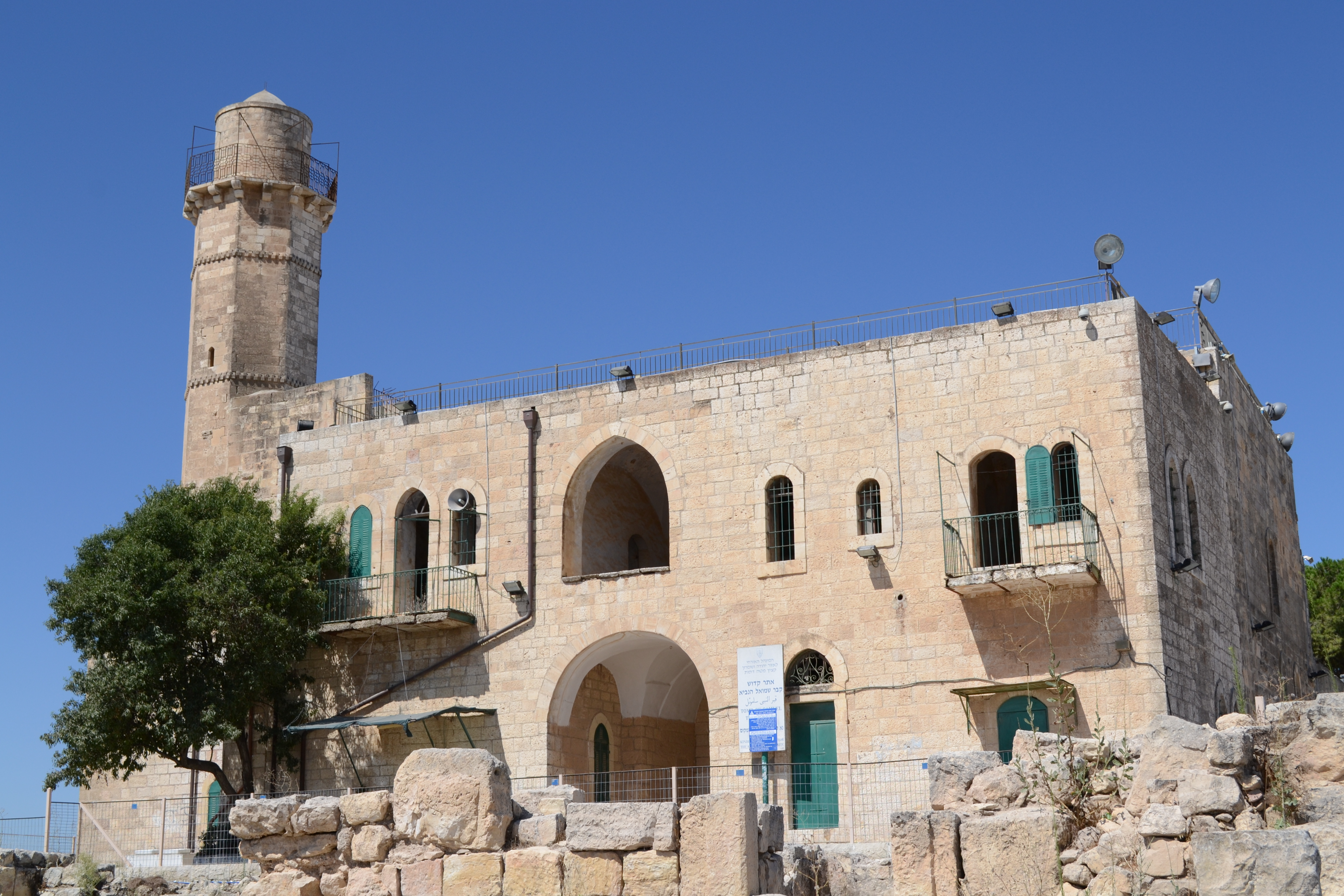
Мечеть Наби-Самвил, 2012 г.

Арабское название деревни Наби-Самвил обозначает имя Самуила.

### Византийский период
Византийцы построили в Наби-Самвил монастырь, который также служил гостиницей для христианских паломников, направлявшихся в Иерусалим. Монастырь был восстановлен и расширен во время правления Юстиниана I в середине VI века н. э.. Место стало местом паломничества евреев, христиан и мусульман.

### Ранний мусульманский период
Гробница была известна на протяжении всего раннего мусульманского периода в Палестине, с VII по X век.
Иерусалимский географ Шамсуддин аль-Мукаддаси (в 985 году н. э.) поведал семейное предание об этом месте: «Некий султан хотел завладеть Дайр-Шамвилем. Султан попросил владельца описать деревню, на что хозяин перечислил беды этого места („Работа тяжела, / Прибыль мала. / Сорняки повсюду, / Миндаль горький, / Один бушель сеешь, / / один бушель ты пожнешь“.) Услышав это, правитель воскликнул: „Прочь! Нам не нужна твоя деревня!“».
Сирийский географ XIII века Якут аль-Хамави описывает «Мар Самвил» или «Маран Самвил» как «маленький городок в окрестностях Иерусалима. Мар на сирийском языке означает „святой“, а Самвил — Самуил».
В исламские времена Наби-Самвил стал центром гончарного производства, снабжая своей продукцией соседний Иерусалим, а также Рамлу и Кесарию.

### Период крестоносцев / Айюбидов
В 1099 году крестоносцы отвоевали Палестину у арабов Фатимидов. Они впервые увидели Иерусалим с горы, на которой был построен Наби-Самвил, поэтому назвали гору Мон-Жуа («Гора радости»). Вскоре они построили там крепость для отражения набегов мусульман на северные подступы к Иерусалиму, а также для укрытия паломников.
В 1157 году крестоносцы построили церковь на могиле Самуила. Король Балдуин II (Латинское Иерусалимское королевство) передал Наби-Самвил цистерцианцам, который построили здесь монастырь, а затем передал его премонстрантам (в 1120-х годах).
Еврейский путешественник XII века, раввин Вениамин Тудельский, посетил это место во время своего путешествия в 1173 году и описал нахождение крестоносцами костей Самуила на еврейском кладбище в Рамле (спутал с Рамой) на прибрежной равнине и перезахоронение останков в Наби-Самвил, в месте с видом на Святой город. Он писал, что на холме построена церковь во имя святого Самуила Силомского. Это может относиться к аббатской церкви Св. Самуила, построенной по канонам премонстрантов и действующей с 1141 по 1244 год.
После того, как айюбиды под предводительством Саладина завоевали большую часть внутренней Палестины в 1187 году, церковь и монастырь были превращены в мечеть и с тех пор оставались в руках мусульман. В 1192 году Ричард Львиное Сердце дошёл до Наби-Самвила, но не завоевал его. Еврейское паломничество, в апреле и мае каждого года, возобновилось после завоевания этой территории айюбидами, став важной частью мусульманско-еврейского взаимодействия.

### Мамлюкский период
В период мамлюков христианские паломники Джон Мандевиль, и Марджери Кемпе посетили это место.
В XV веке евреи построили синагогу рядом с мечетью, возобновив паломничество к этому месту после утраты этой привилегии в период крестоносцев.
Право евреев посещать святыню было подтверждено османами дважды, и султан просил кади Иерусалима наказать любого, кто может препятствовать их праву и давней традиции еврейского паломничества. Муджир ад-Дин, ссылаясь на размеры Иерусалима, писал: «С севера он достигает деревни, где находится могила пророка Самвила, да благословит его Аллах и дарует ему мир».

### Османский период
В 1517 году Палестина вошла в состав Османской империи после победы над мамлюками, а к 1596 году Наби-Самвил появился в налоговых регистрах Османской империи как находившийся в нахие Кудс в ливе Аль-Кудс. В нём проживало 5 семей, все мусульмане. Жители деревни платили фиксированную ставку налога в размере 25 % на различную сельскохозяйственную продукцию, включая пшеницу, ячмень, оливковые деревья, виноградники, фруктовые деревья, случайные доходы, коз и/или ульи; итого 2200 акче.
Во времена Османской империи на месте церкви крестоносцев была построена деревенская мечеть (1730 год).
В 1838 году Эдвард Робинсон отметил Эн-Неби-Самвил как мусульманскую деревню, входящую в состав округа Эль-Кудс, а мечеть назвал главным объектом над могилой пророка Самуила.
В списке османских деревень (1870 год) указан Наби-Самвил с 6 домами, в которых проживало 20 человек (в подсчет населения входили только мужчины).
В исследовании Западной Палестины (1883 год), проведенном Фондом исследования Палестины, Наби-Самвил описан как небольшая деревня с глинобитными хижинами, расположенными на вершине хребта среди руин времен крестоносцев, с водным источником на севере.

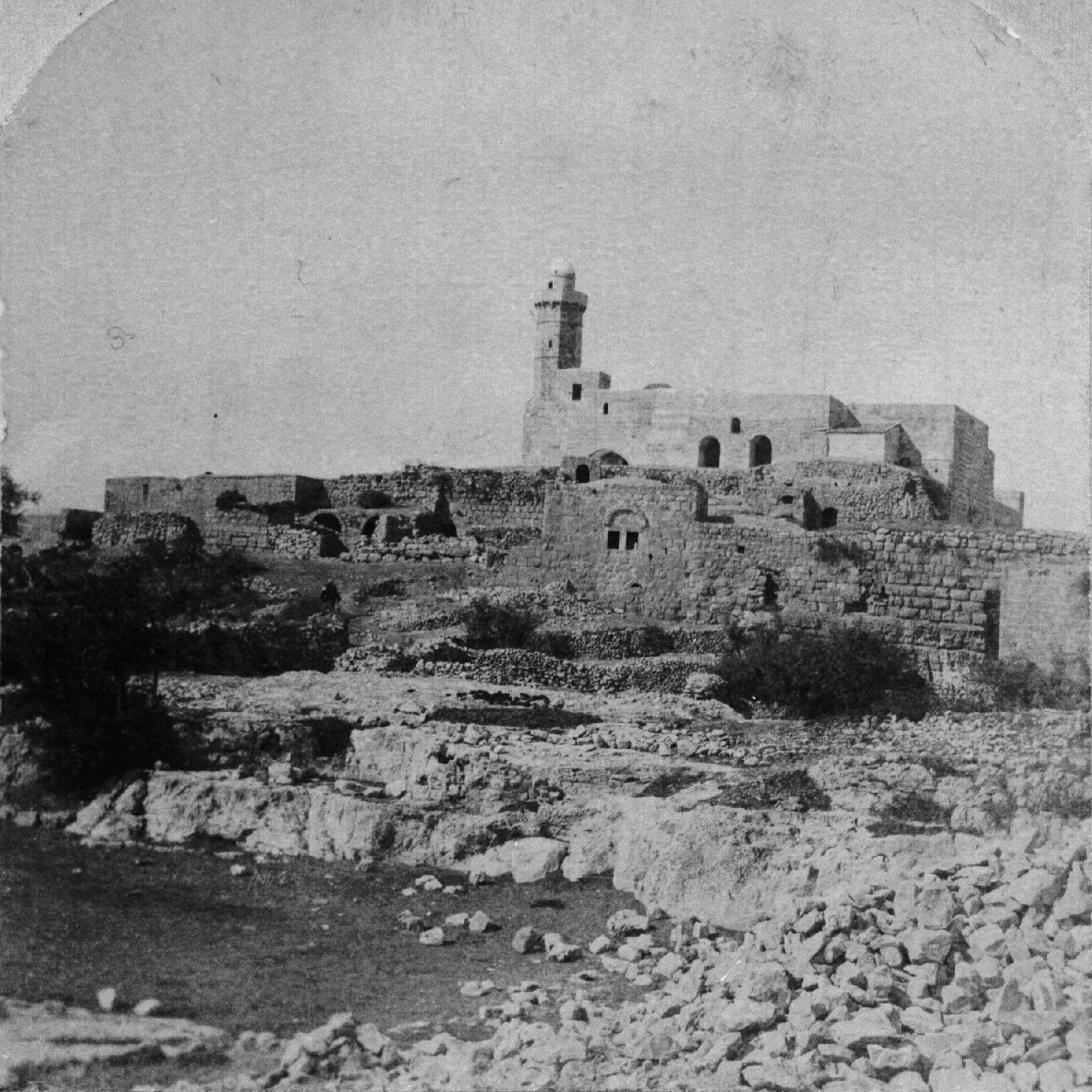
Наби-Самвил в начале XX века

В 1896 году население Неби-Самвила оценивалось примерно в 81 человек.

### Первая мировая война и период британского мандата
Наби-Самвил был сильно поврежден турецкими снарядами в 1917 году во время Битвы при Наби-Самвил (битва турок с британскими войсками). Деревня была восстановлена и вновь заселена в 1921 году. Османская мечеть, разрушенная во время войны, была восстановлена Высшим мусульманским советом в период британского мандата.
По данным переписи населения Палестины 1922 года, проведенной властями британского мандата, в Наби-Самвил проживал 121 человек, все мусульмане. По переписи 1931 года население деревни немного увеличилось (до 138), в ней проживал один христианин, остальные мусульмане, занимая в общей сложности 117 домов.
Согласно статистике 1945 года, в Наби-Самвиле проживало 200 человек, все мусульмане, им принадлежало 2150 дунамов земли, согласно официальному обследованию земель и населения. Из них 293 дунама составляли плантации и орошаемые земли, 986 использовались под зерновые культуры, а 3 дунама были застроенными землями.

### Война 1948 года и иорданский период
23 апреля 1948 года, во время арабо-израильской войны 1948 года, дивизия Пальмаха атаковала Наби-Самвил с намерением захватить деревню в ходе Операции Евуси. Жители были уведомлены о нападении на близлежащий Бейт-Икса и подготовились к нападению. В бою погибло более 40 солдат Пальмаха, среди арабов потери были минимальными.
С 1948 по 1967 год Наби-Самвил — военный пост Арабского легиона Иордании, охранявшего доступ в Иерусалим.
В 1961 году население Наби-Самвила составляло 168 человек.

### После Шестидневной войны

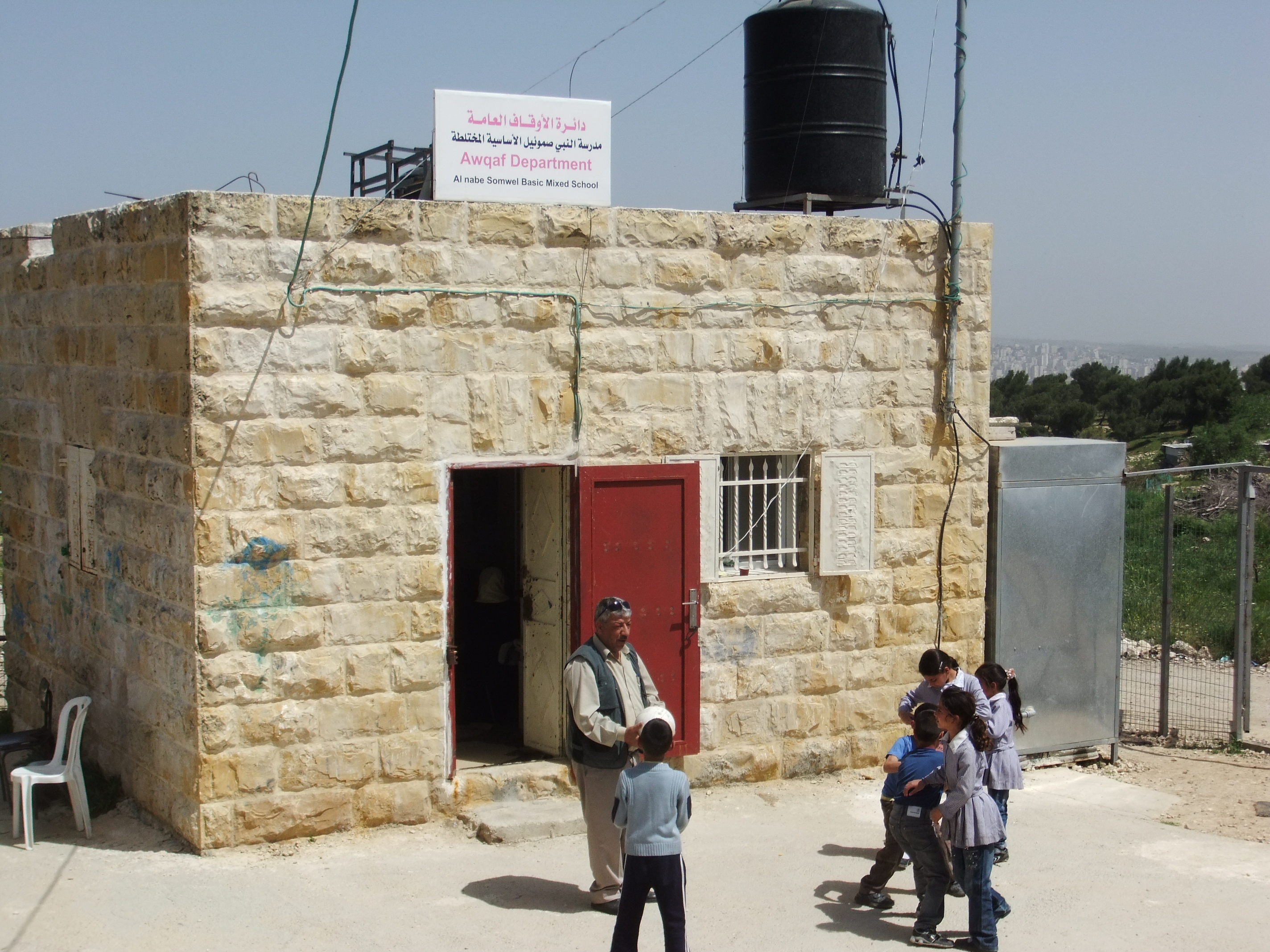
Школа в Наби-Самвиле

После Шестидневной войны 1967 года Наби-Самвил находился под израильской оккупацией.
Большая часть из 1000 жителей деревни бежали, святыня стала преимущественно еврейской, и поселенцы попытались захватить контроль над этой территорией. На протяжении 1970-х годов израильские власти снесли историческую деревню, построенную вокруг святыни, переселив жителей ниже по склону. Наби-Самвил был в значительной степени вписан в муниципальные границы Иерусалима, в то время как сами жители были определены, в их удостоверениях личности, как жители Западного берега, и израильская военная администрация запретила им покидать деревню в любом направлении без разрешения. С середины 2000-х годов Наби-Самвил, за исключением святыни, стал частью территории, известной как Барьерная зона, землёй между разделительным барьером, возведенным во время Второй интифады, и границами муниципалитета Иерусалима. Единственный выход из деревни — в близлежащую Бир-Набалу. 

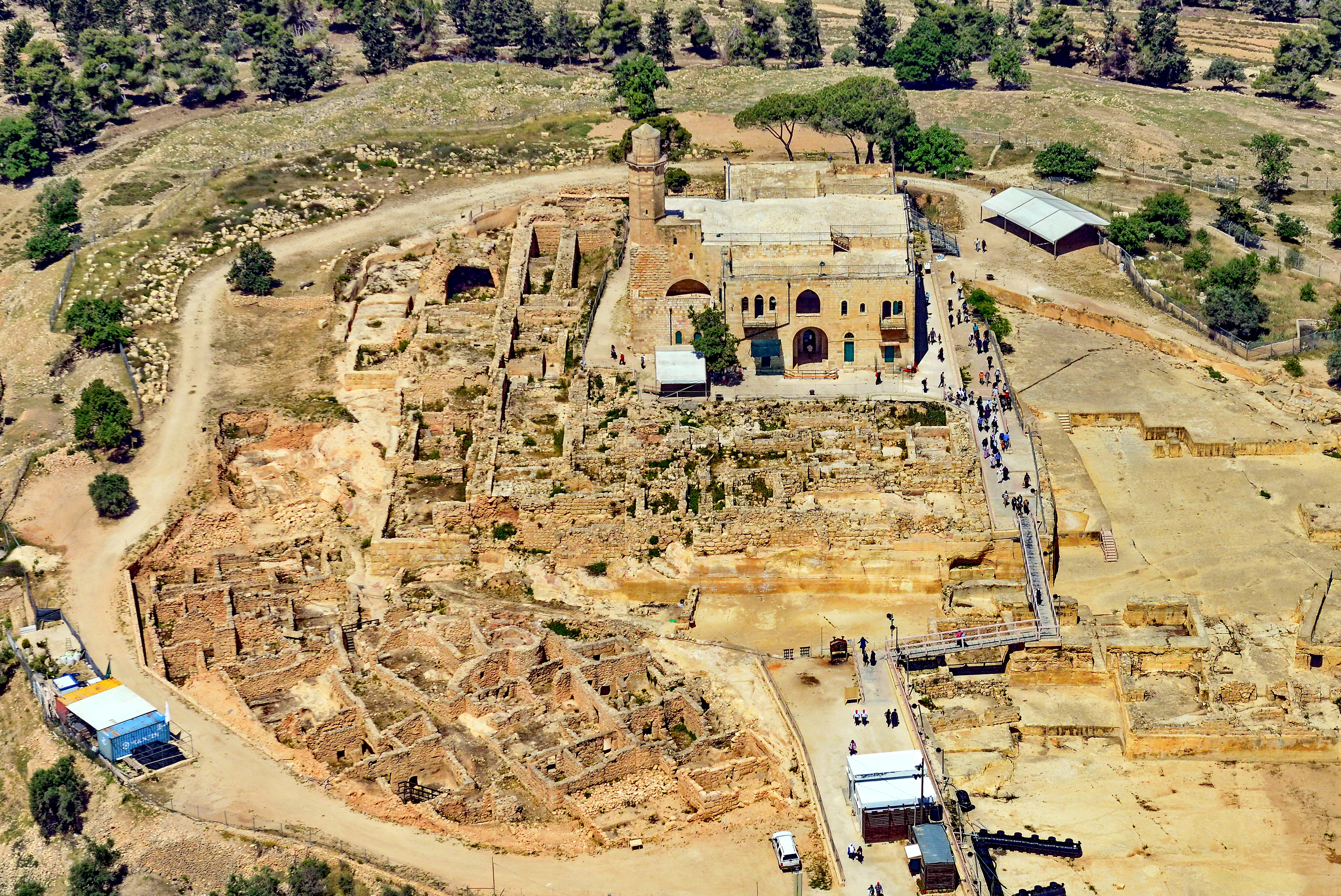
Археологические раскопки вокруг гробницы Самуила

В 1990-х годах деревня, которая не была признана Израилем как таковая, была объявлена национальным парком, а остатки бывших домов, прилегающих к мечети, стали археологическими объектами. Мечеть была оцеплена, а часть, в которой находится могила Самуила, была превращена в синагогу. Частично из-за израильских военных ограничений палестинское строительство в деревне было запрещено. Экономическая активность также была существенно ограничена, молодые жители уезжали на заработки в соседнюю Рамаллу. Политикой израильского государства было объявлено сохранение места Наби-Самвил.

## Демография
В 1922 году в Наби-Самвил проживал 121 житель, в 1931 году —138. По данным обследования земель и населения, проведенного Сами Хадави (в 1945 году), там проживало 200 человек, в 1981 году — 66, в 1986—136. По данным переписи населения, проведенной в 2007 году Палестинским центральным статистическим бюро, в 2007 году в Наби-Самвил проживало 258 жителей. Из них мусульмане — 20 семей. Группе из 90 бедуинов, проживающих в Аль-Джибе, которые были выселены из Наби-Самвиля, было отказано в разрешении на возвращение, поскольку деревня находилась в Зоне С.